# RAAF Base Williamtown

i7
i11
i13
RAAF Base Williamtown (IATA-Code: NTL, ICAO-Code: YWLM) ist ein Militärflugplatz der Royal Australian Air Force (RAAF) 14 km nördlich von Newcastle im Bundesstaat New South Wales und westlich des gleichnamigen Ortes Williamtown. Es ist Heimat der meisten Kampfflugzeuge der australischen Luftwaffe der Typen Lockheed Martin F-35A Lightning II und BAE Systems Hawk. Die Landebahn teilt sich das Militär mit dem zivilen Newcastle Airport.

## Geschichte
Die RAAF Base Williamtown wurde am 15. Februar 1941 als Trainingsbasis eröffnet. Eine Reihe von Staffeln wurden zunächst zu Schulzwecken aufgestellt, bevor diese in den Einsatz an verschiedene Kriegsschauplätzen verlegt wurden. Eine Schulungseinheit verblieb anschließend bis April 1944 am Platz.
Nach dem Zweiten Weltkrieg wurde Williamtown die Haupteinsatzbasis der australischen Kampfflugzeuge.
Im Jahr 1985 wurde Williamtown die Haupteinsatzbasis der australischen F/A-18 Hornet Mehrzweckkampfflugzeuge. Zunächst erhielt die Umschuleinheit, 2. Operational Conversion Unit (2. OCU) im Mai 1985 ihre ersten "Hornets". Es folgten die beiden Einsatzstaffeln. Die 3. begann ihren Flugbetrieb im August 1986 und die 77. Squadron folgte im Juni 1987. Die "Hornets" wurde über drei Jahrzehnte genutzt.
Die 3. Staffel stellte den Flugbetrieb mit der F/A-18 im Dezember 2017 ein und zwei Jahre später folgte die 2. OCU. Bereits ein Jahr zuvor, im Dezember 2018, waren die ersten Exemplare des Nachfolgemusters F-35A in Williamtown eingetroffen. Die Umschuleinheit, 2. OCU, wurde schließlich 2021 auch auf die F-35A umgerüstet und Ende 2021 wurde die letzten australischen "Classic" F/A-18 außer Dienst gestellt.
Zur Ausbildung von Luftbeobachtern ("Forward Air Controllers") betrieb die 4. Staffel von 2009 bis 2019 einige Pilatus PC-9, die 2020 durch die Pilatus PC-21 ersetzt werden.

## Heutige Nutzung

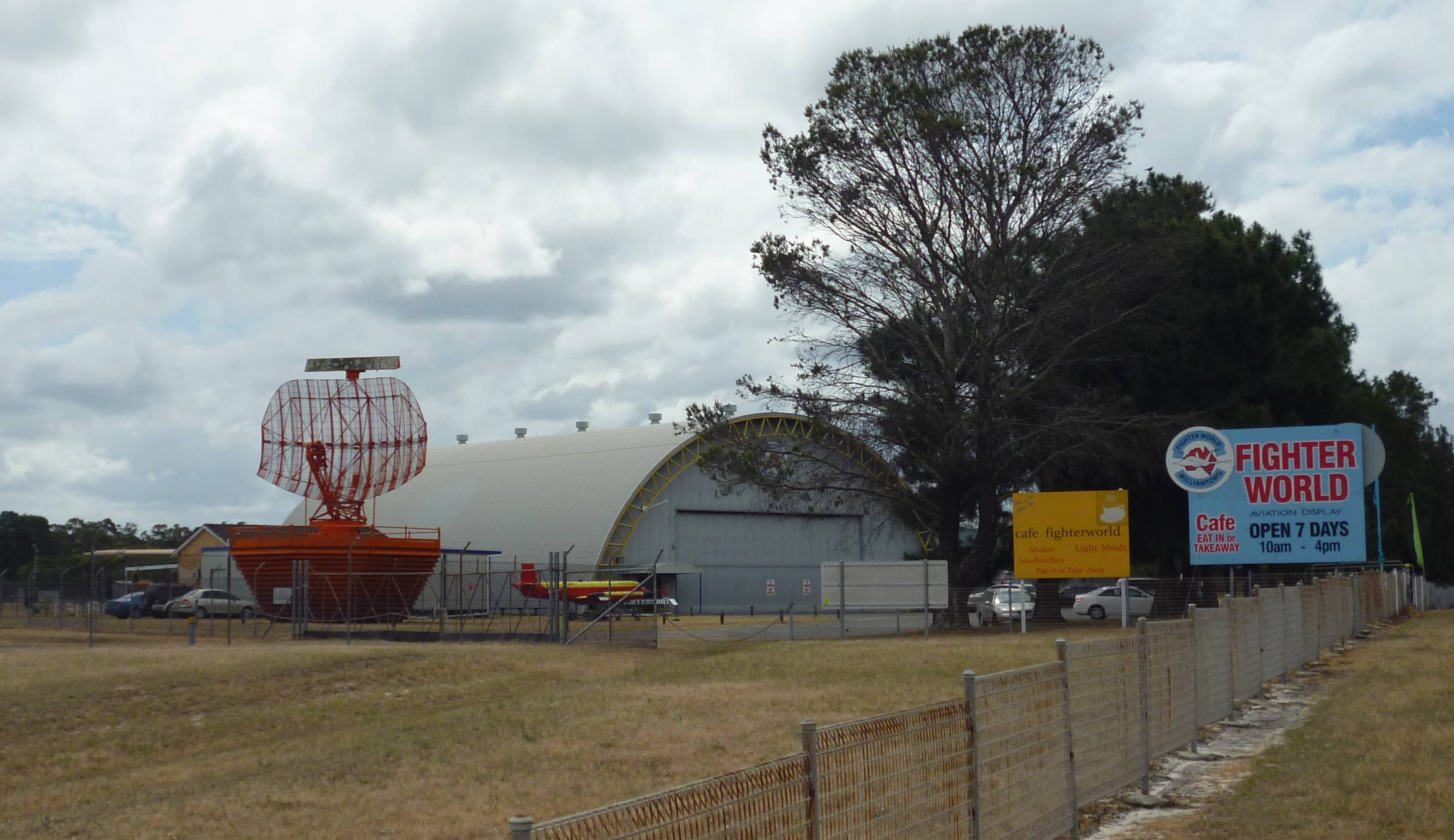
Der Eingang zur Fighter World

Williamtown ist zurzeit (2022) die Haupteinsatzbasis der F-35A Mehrzweckkampfflugzeuge, die bei drei Staffeln im Dienst stehen.
- 2. Operational Conversion Unit, F-35A Umschuleinheit seit Dezember 2018
- 3. Squadron, F-35A Einsatzstaffel seit April 2019
- 77. Squadron, F-35A Einsatzstaffel seit 2021

Hinzu kommen drei weitere fliegende Staffeln.
- 76. Squadron, Schulstaffel, ausgerüstet mit Hawk 127, die auch als leichtes Kampfflugzeug verwendbar ist, seit Oktober 2000
- 2. Squadron, Frühwarn- und Kommandostaffel, ausgerüstet mit Boeing 737 AEW&C, seit November 2009
- 4. Squadron, Schulstaffel, geplant ausgerüstet mit Pilatus PC-21, seit 2020[5]

Neben den fliegenden Staffeln beherbergt die Basis eine Reihe von Hauptquartieren und weiteren nichtfliegenden Einheiten, so z. B. das Australian Defence Force Warfare Centre und die Surveillance and Response Group. Außerdem ist RAAF Base Williamtown die Heimat der Fighter World. Das Museum ist den australischen Kampfflugzeugen gewidmet.
Die Basis hat eine enge Verbindung zur Stadt Newcastle, was vielleicht der Footballclub Newcastle Jets am besten zum Ausdruck bringt. Nicht nur trägt er den Namen Jet, sondern auf dem Clubwappen befinden sich drei Hornet-Jets.